# Оборонні сили Європейського Союзу

Герб військового штабу Європейського Союзу

У цій статті описуються сили оборони Європейського Союзу (ЄС), які реалізують Спільну політику безпеки та оборони ЄС (СПБО) у місіях СПБО. Є дві категорії багатонаціональних сил ЄС: ті, які були створені на міжурядовому рівні та надані CSDP відповідно до статті 42.3 Договору про Європейський Союз (TEU), такі як Єврокорпус; а також бойові групи ЄС, створені на рівні ЄС.

## Військові або кризові операції ЄС
Військові операції ЄС зазвичай називаються з префіксом: або Сили Європейського Союзу (EUFOR), або Військово-морські сили Європейського Союзу (NAVFOR) — залежно від того, наземна операція чи на морі. Суфіксом назви, як правило, вказують місце, в якому відбувалася операція, наприклад Європейські військово-морські сили в Середземному морі (EUNAVFOR MED). Тому операції мають унікальні назви, хоча сили можуть також складатися з постійних багатонаціональних сил, таких як Європейський корпус.

## Заздалегідь організовані сили

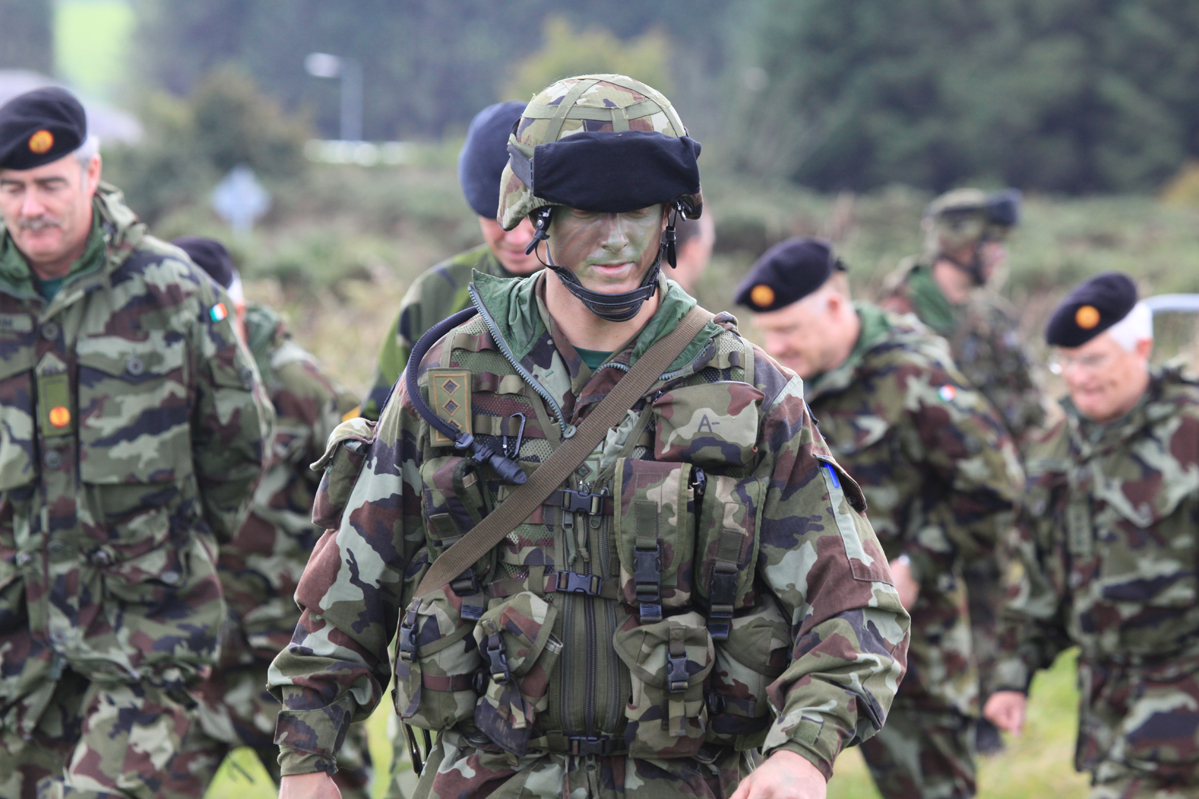
Особовий склад Ірландська армія з Північної бойової групи на навчаннях у 2010 році

Каталог головних цілей Гельсінкі — це перелік сил швидкого реагування, складається з 60 000 військовослужбовців, якими керує Європейський Союз, але під контролем країн, які постачають для нього війська. 
Сили, запроваджені на рівні Союзу, включають:
- Бойові групи[en] (англ. battle groups, BG) дотримуються СПБО і базуються на внеску коаліції держав-членів. Кожна з вісімнадцяти бойових груп складається з сили батальйону (1500 військовослужбовців), посилених елементами бойової підтримки.[1][2] Групи активно чергуються, так що дві завжди готові до розгортання. Збройні сили знаходяться під безпосереднім контролем Ради Європейського Союзу. Бойові групи вийшли на повну оперативну спроможність 1 січня 2007 року, хоча станом на листопад 2018 року вони ще не проводили жодних військових дій.[3] Виходячи з наявних спеціальних місій Європейського Союзу (ЄС), дехто описав їх як нову «постійну армію» для Європи.[2]

Війська та техніка залучаються з країн-членів ЄС під керівництвом «провідної країни». У 2004 році Генеральний секретар Організації Об'єднаних Націй Кофі Аннан привітав плани та наголосив на цінності та важливості бойових груп у допомозі ООН у вирішенні проблемних точок.
Європейський медичний корпус (англ. European Medical Corps, EMC) — це група реагування на інциденти, створена Європейським Союзом 15 лютого 2016 року, щоб забезпечити сили реагування на надзвичайні ситуації для боротьби зі спалахами епідемічних захворювань у будь-якій точці світу. EMC було сформовано після спалаху Еболи в 2014 році в Західній Африці, коли ВООЗ критикували за повільну та недостатню відповідь на ранніх стадіях спалаху хвороби. EMC є частиною потенціалу реагування на надзвичайні ситуації європейських країн. Команди з дев'яти країн-членів ЄС — Бельгії, Люксембургу, Іспанії, Німеччини, Чехії, Франції, Нідерландів, Фінляндії та Швеції — доступні для розгортання в надзвичайних випадках. EMC складається з медичних груп, груп охорони здоров'я, мобільних лабораторій біобезпеки, медичних евакуаційних потужностей, експертів з охорони здоров'я та медичної оцінки та координації, а також технічної та матеріально-технічної підтримки. Будь-яка країна, яка потребує допомоги, може звернутися до Координаційного центру реагування на надзвичайні ситуації, який є частиною Департаменту гуманітарної допомоги та цивільного захисту Європейської комісії. Про перше розгортання EMC оголосив Європейський комісар з гуманітарної допомоги та цивільного захисту 12 травня 2016 року у відповідь на спалах жовтої лихоманки в Анголі в 2016 році. Попередньою концепцією групи екстреної медичної допомоги була Оперативна група «Скорпіон», сформована Організацією Об'єднаних Націй під час першої війни в Перській затоці.
Європейське медичне командування (англ. European Medical Command, EMC) — це запланований медичний командний центр для підтримки місій ЄС, утворений як частина Постійного структурованого співробітництва (Permanent Structured Cooperation, PESCO). EMC надасть ЄС постійний медичний потенціал для підтримки операцій за кордоном, включаючи медичні ресурси та оперативно розгортувану медичну групу. EMC також забезпечуватиме медичні евакуаційні засоби, сортування та реанімацію, лікування та утримання пацієнтів до повернення до служби, а також невідкладну стоматологічну допомогу. Це також сприятиме гармонізації медичних стандартів, сертифікації та правових (цивільних) умов.
EUFOR Crisis Response Operation Core (EUFOR CROC) — це флагманський оборонний проект, який розробляється як частина Постійного структурованого співробітництва (PESCO). EURFOR CROC сприятиме створенню «пакету сил повного спектру» для прискорення надання збройних сил та можливостей ЄС для врегулювання криз. Замість створення постійних збройних сил, проект передбачає створення конкретного каталогу елементів військової сили, що прискорить створення збройних сил, коли ЄС вирішить почати операцію. Він зосереджений на суші та має на меті створити сили у 60 000 військовослужбовців лише з держав-контрибуторів. Незважаючи на те, що вона не створює жодної форми «європейської армії», вона передбачає розгортання, взаємодіючу силу під єдиним командуванням. Німеччина є провідною країною для проекту, але французи активно залучені, і це пов'язано з пропозицією президента Емманюеля Макрона створити постійні сили інтервенції. Французи розглядають це як приклад того, про що йдеться в PESCO.

## Забезпечені Договором про Європейський Союз

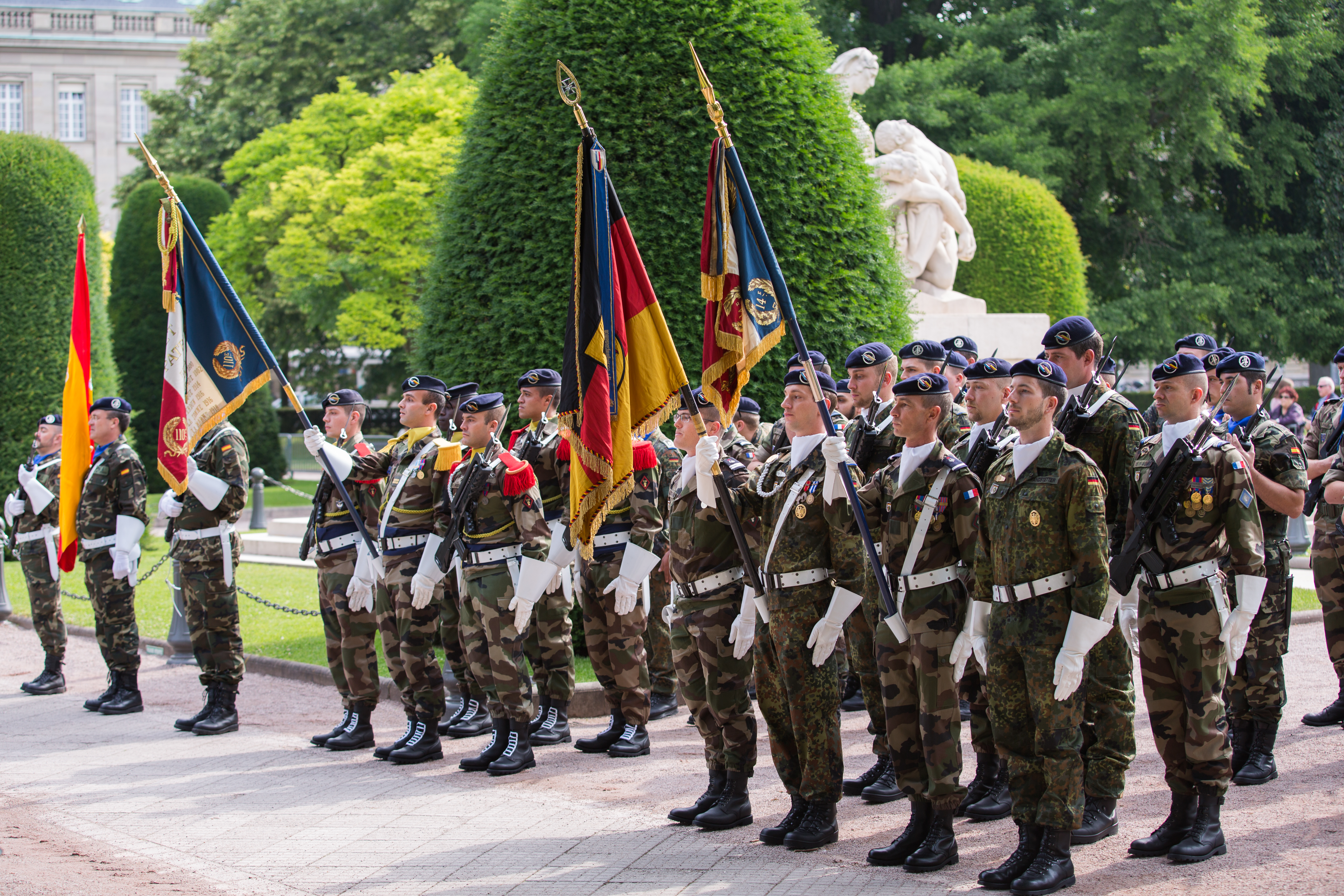
Особовий склад Європейського корпусу в Страсбурзі (Франція) під час церемонії зміни командування в 2013 році

У цьому розділі представлено неповний перелік сил і органів, створених міжурядово серед підгруп держав-членів Європейського Союзу.
Ці багатонаціональні організації також можуть бути розгорнуті або в середовищі НАТО, через ЄС, діючи за мандатом країн-учасниць, або діючи за мандатом інших міжнародних організацій, таких як Організація Об'єднаних Націй або Організація з безпеки і співробітництва в Європі.
Сухопутні війська:
- Європейський корпус[en] (European Corps, Єврокорпус) — це армійський корпус, штаб якого налічує приблизно 1000 солдатів і дислокується у Страсбурзі, Франція. Франко-німецька бригада пов'язана з цим корпусом.[15]
- Перший німецький/нідерландський корпус[en] — багатонаціональне формування, що складається з частин нідерландської та німецької армій. Завдяки ролі Мюнстера як штабу сил високої готовності НАТО, там також дислокуються солдати з інших держав-членів НАТО, США, Данії, Норвегії, Іспанії, Італії, Великої Британії.
- Багатонаціональний корпус Північний Схід[en] — багатонаціональний корпус, створений на основі нідерландсько-німецько-польської конвенції; це сили, пов'язані з НАТО.
- Європейські сили жандармерії (EUROGENDFOR або EGF) — сили інтервенції з мілітаризованими поліцейськими функціями та спеціалізацією на врегулюванні криз.[16]

Повітряні сили:
- Європейське командування повітряного транспорту[en] (EATC) — командний центр, який здійснює оперативний контроль над більшістю авіаційних заправок і військово-транспортних флотів семи країн-учасниць. Розташоване на авіабазі Ейндговен в Нідерландах, командування також несе обмежену відповідальність за навчання, навчання екіпажу та гармонізацію відповідних національних правил повітряного транспорту.[17] Командування створене у 2010 році з метою забезпечення більш ефективного управління активами та ресурсами країн-учасниць у цій сфері.
- Литовсько-польсько-українська бригада (LITPOLUKRBRIG) — тристороння угода для виконання завдань НАТО, ЄС та ООН.

Військово-морські сили:
- Європейські морські сили[en] (EUROMARFOR або EMF) — це непостійні військові сили, які можуть виконувати морські, повітряні та десантні операції з часом активації п'ять днів після отримання наказу.[18] Сили були сформовані в 1995 році для виконання місій, визначених у Петерсберзькій декларації, таких як контроль на морі, гуманітарні місії, операції з підтримання миру, операції з реагування на кризу та забезпечення миру.

Багатокомпонентні сили:
- Сполучені об'єднані експедиційні сили[en] (англ. Combined Joint Expeditionary Force, CJEF) — франко-британські військові сили. Сюди залучені як британські збройні сили, так і збройні сили Франції для розміщення розгортуваних сил із сухопутними, повітряними та морськими компонентами, а також командуванням, контролем та підтримкою матеріально-технічного забезпечення. Цей підрозділ є відмінним від Об'єднаних експедиційних сил Сполученого Королівства з подібною назвою. CJEF передбачені як розгорнуті, об'єднані франко-британські військові сили для використання в широкому діапазоні кризових сценаріїв, включно з бойовими операціями високої інтенсивності. Як об'єднані сили, вони включають усі три збройні служби: сухопутний компонент, що складається із з'єднань на рівні національної бригади, морський та повітряний компоненти з пов'язаними з ними штабами, а також функції матеріально-технічного забезпечення та підтримки. CJEF не розглядається як постійна сила, а скоріше як доступна для повідомлення для двосторонніх британсько-французьких операцій, НАТО, Європейського Союзу, Організації Об'єднаних Націй або інших операцій. Комбіновані повітряні та наземні навчання розпочалися протягом 2011 року з метою розвитку повного потенціалу. CJEF також розглядається як потенційний стимул до більшої оперативної сумісності та узгодженості військової доктрини, підготовки та вимог до обладнання.

## Участь держав-членів
|                | Finabel                           | European Corps | Європейські сили жандармерії | European Air Transport Command                        | European Air Group                           | European Maritime Force | European Rapid Operational Force | Movement Coordination Centre Europe | Organisation for Joint Armament Cooperation |
| Абревіатура    | немає                             | Eurocorps      | EUROGENDFOR, EGF             | EATC                                                  | EAG                                          | EUROMARFOR, EMF         | EUROFOR                          | MCCE                                | OCCAR                                       |
| Герб           | Finabel                           | European Corps | European Gendarmerie Force   | European Air Transport Command                        | European Air Group                           | European Maritime Force | European Rapid Operational Force | Movement Coordination Centre Europe |                                             |
| Вид            | Сухопутні                         | Сухопутні      | Сухопутні                    | Авіаційні                                             | Авіаційні                                    | Морські                 | Багатокомпонентні                | Багатокомпонентні                   | Багатокомпонентні                           |
| Опис           | Організація задля взаємодійності  | Корпус         | Жандармерія                  | Командування спроможностей дозаплавлення і транспорту | Організація задля взаємодійності             | Непостійна сила         | Сили швидкого реагування         | Центр управління переміщеннями      | Центр управління озброєнням                 |
| Засновано      | 1953                              | 1992           | 2006                         | 2010                                                  | 1995                                         | 1995                    | (1995—2012)                      | 2007                                | 1996                                        |
| База           | Брюссель                          | Страсбург      | Віченца                      | Ейндговен                                             | RAF High Wycombe                             | Н/Д                     | Флоренція                        | Ейндговен                           | Брюссель                                    |
| Потужності     | Н/Д                               | 60 000 військ  | 2300 військ                  | 220 повітряних суден                                  | Н/Д                                          | Н/Д                     | 12 000 військ                    | Н/Д                                 | Н/Д                                         |
| Час реагування | Н/Д                               | 30 днів        | 30 днів                      | Н/Д                                                   | Н/Д                                          | 5 днів                  | 5 днів                           | Н/Д                                 | Н/Д                                         |
| Девіз          | Reflexion serving military action | немає          | Lex paciferat                | Integrated, innovative, efficient                     | Improved capability through interoperability | At sea for peace        | немає                            | немає                               | немає                                       |
| Робоча мова    | англійська                        | англійська     | Невідомо                     | англійська                                            | Невідомо                                     | Невідомо                | Невідомо                         | Невідомо                            | Невідомо                                    |
|                | Членство (рік вступу)             |                |                              |                                                       |                                              |                         |                                  |                                     |                                             |
| Австрія        | Ні                                | Ні             | Н/Д                          | Ні                                                    | Ні                                           | Н/Д                     | Ні                               | 2010                                | Ні                                          |
| Бельгія        | 1953                              | 1993           | Н/Д                          | 2010                                                  | 1997                                         | Ні                      | Ні                               | 2007                                | 2003                                        |
| Болгарія       | Ні                                | Ні             | Ні                           | Ні                                                    | Ні                                           | Ні                      | Ні                               | 2017                                | Ні                                          |
| Кіпр           | 2008                              | Ні             | Н/Д                          | Ні                                                    | Ні                                           | Ні                      | Ні                               | Ні                                  | Ні                                          |
| Хорватія       | 2017                              | Ні             | Н/Д                          | Ні                                                    | Ні                                           | Ні                      | Ні                               | 2011                                | Ні                                          |
| Чехія          | 2012                              | Ні             | Н/Д                          | Ні                                                    | Ні                                           | Н/Д                     | Ні                               | 2010                                | Ні                                          |
| Данія          | Ні                                | Ні             | Н/Д                          | Ні                                                    | Ні                                           | Ні                      | Ні                               | 2007                                | Ні                                          |
| Естонія        | Ні                                | Ні             | Н/Д                          | Ні                                                    | Ні                                           | Ні                      | Ні                               | 2007                                | Ні                                          |
| Фінляндія      | 2008                              | Ні             | Н/Д                          | Ні                                                    | Ні                                           | Ні                      | Ні                               | 2007                                | Ні                                          |
| Франція        | 1953                              | 1992           | 2006                         | 2010                                                  | 1995                                         | 1995                    | 1995                             | 2007                                | 1996                                        |
| Німеччина      | 1956                              | 1992           | Н/Д                          | 2010                                                  | 1997                                         | Ні                      | Ні                               | 2007                                | 1996                                        |
| Греція         | 1996                              | Ні             | Н/Д                          | Ні                                                    | Ні                                           | Ні                      | Ні                               | Ні                                  | Ні                                          |
| Угорщина       | 2015                              | Ні             | Ні                           | Ні                                                    | Ні                                           | Н/Д                     | Ні                               | 2007                                | Ні                                          |
| Ірландія       | Ні                                | Ні             | Н/Д                          | Ні                                                    | Ні                                           | Ні                      | Ні                               | Ні                                  | Ні                                          |
| Італія         | 1953                              | Ні             | 2006                         | 2015                                                  | 1997                                         | 1995                    | 1995                             | 2007                                | 1996                                        |
| Латвія         | 2016                              | Ні             | Н/Д                          | Ні                                                    | Ні                                           | Ні                      | Ні                               | 2007                                | Ні                                          |
| Литва          | Ні                                | Ні             | Партнер                      | Ні                                                    | Ні                                           | Ні                      | Ні                               | 2015                                | Ні                                          |
| Люксембург     | 1953                              | 1996           | Н/Д                          | 2012                                                  | Ні                                           | Н/Д                     | Ні                               | 2007                                | Ні                                          |
| Мальта         | 2010                              | Ні             | Н/Д                          | Ні                                                    | Ні                                           | Ні                      | Ні                               | Ні                                  | Ні                                          |
| Нідерланди     | 1953                              | Ні             | 2006                         | 2010                                                  | 1997                                         | Ні                      | Ні                               | 2007                                | Ні                                          |
| Польща         | 2006                              | Ні             | 2011                         | Ні                                                    | Ні                                           | Ні                      | Ні                               | 2008                                | Ні                                          |
| Португалія     | 1996                              | Ні             | 2006                         | Ні                                                    | Ні                                           | 1995                    | 1995                             | 2010                                | Ні                                          |
| Румунія        | 2008                              | Ні             | 2009                         | Ні                                                    | Ні                                           | Ні                      | Ні                               | 2008                                | Ні                                          |
| Словаччина     | 2006                              | Ні             | Н/Д                          | Ні                                                    | Ні                                           | Н/Д                     | Ні                               | 2015                                | Ні                                          |
| Словенія       | 2016                              | Ні             | Н/Д                          | Ні                                                    | Ні                                           | Ні                      | Ні                               | 2007                                | Ні                                          |
| Іспанія        | 1990                              | 1994           | 2006                         | 2014                                                  | 1997                                         | 1995                    | 1995                             | 2007                                | 2005                                        |
| Швеція         | 2015                              | Ні             | Н/Д                          | Ні                                                    | Ні                                           | Ні                      | Ні                               | 2007                                | Ні                                          |